# Пусть говорят (ток-шоу)
«Пусть говоря́т» (ранее — «Большая стирка» и «Пять вечеров») — российское ток-шоу на «Первом канале». Выходит в эфир с 23 июля 2001 года. До 7 августа 2017 года ведущим был Андрей Малахов, а с 14 августа 2017 года ведущим программы является Дмитрий Борисов. Программа имеет семейно-драматическое, в том числе бытовое содержание.

## Описание
Программа является калькой с американского шоу Джерри Спрингера, хотя первоначально задумывалась как клон ток-шоу Опры Уинфри. Ведущий разбирает основные проблемы населения (бракоразводные процессы, лишения родительских прав), социальные и психические аномалии (преступность, наркомания, суицид, проституция), проблемы общегосударственного характера (теракты, миграция, межнациональные отношения).

### «Большая стирка» (23 июля 2001 — 2 июля 2004)
Ток-шоу под названием «Большая стирка» шло на ОРТ (впоследствии — на «Первом канале») в течение часа. Смысл названия, по словам съёмочной группы, — «пока работает ваша автоматическая стиральная машина, а работает она час, вы сидите и смотрите ток-шоу, чей хронометраж совпадает со временем стирки». Идея программы принадлежит продюсеру Ларисе Кривцовой. Она и предложила Андрею Малахову (на тот момент — ведущему программы «Доброе утро») примерно за год до выхода телепроекта придумать шоу «под себя». Поначалу Малахов очень скептически относился к этой идее, но потом вспомнил, как во время стажировки в США на него произвело впечатление неназванное местное телешоу с беседой двух людей на фоне работающей стиральной машины. Кривцова с Малаховым скорректировали концепцию передачи и добавили в неё массовость. Так появилось ток-шоу с названием «Большая стирка» — проект о житейских проблемах, которые не принято выносить на публику.
Проект был запущен в июле 2001 года, в самый разгар мёртвого сезона, и быстро завоевал популярность у зрителей. Изначально программа выходила в 16:00 с понедельника по четверг, впоследствии стала выходить в 17:00 — 5—6 раз в неделю с понедельника по пятницу, реже в субботу. В течение часа ведущий Андрей Малахов вместе с приглашёнными гостями в студии обсуждал подробности личной жизни знаменитостей или же обычных людей. Спектр тем был чрезвычайно широк: интимная жизнь, семейные проблемы, конфликты, супружеские измены, разводы, частная жизнь знаменитостей, курортные романы, провинциалы, покоряющие столицу. Часть тем для программы, по большей степени предлагавшихся телезрителями, отбиралась самим Малаховым. Ток-шоу могло сопровождаться живыми выступлениями звёзд эстрады и музыкальных поп-коллективов прямо в студии (от этой идеи откажутся через год после перехода в формат «Пусть говорят»). С 2002 по 2004 год в летний период (с середины июля до начала сентября) программа не транслировалась в связи с летними каникулами, а её место в таймслоте 17:00 занимали различные повторы проектов прошлого сезона, сериалы и художественные фильмы.
Иногда практиковались выездные и финальные выпуски программы — «Золотая прищепка», «Большая стирка в Иерусалиме», «Большая стирка по-украински», «Последняя Большая стирка. Закрытие сезона». В мае 2003 года, по случаю 300-летия со дня основания Северной столицы, в течение недели передача выходила из импровизированной студии, развёрнутой в Санкт-Петербурге на берегах Мойки («Большая стирка. Экстравагантный Петербург», «Петербургские тайны», «Это случилось в Санкт-Петербурге», «Сказки Белых ночей», «С днем рождения, Санкт-Петербург!»). В гостях у ведущего были самые известные в России уроженцы Петербурга.
На протяжении всего выхода в эфир данный вариант ток-шоу завершался демонстрацией финальных титров с указанием съёмочной группы (изначально в отдельном сегменте, позднее — бегущей строкой во время финальных кадров программы). Частью зрителей проект «Большая стирка» воспринимался негативно, как один из образцов «пошлости и вульгарности на российском телеэкране», наряду с передачами Валерия Комиссарова «Окна» (СТС и ТНТ) и «Моя семья» (РТР/Россия).

### «Пять вечеров» (13 сентября 2004 — 29 июля 2005)
После возвращения из отпуска ток-шоу поменяло название на «Пять вечеров». Если «Большая стирка» была сугубо развлекательной программой, то темы обсуждений передачи «Пять вечеров» носили более серьёзный характер. Формат ток-шоу и подбор тем значительно изменились. Смысл названия — «программа выходит в эфир пять дней в неделю, и каждый новый вечер с Малаховым не похож на предыдущий». Малахов начинал каждый выпуск «Пяти вечеров» с фразы «Мы обсуждаем дневные проблемы в свете вечерних огней». Переход в этот формат сопровождался рекламной акцией «Малахов стал серьёзнее» — как на московских улицах, так и в эфире телеканала.
Ток-шоу «Пять вечеров» отличалось, прежде всего, обсуждением общественных явлений, а также некоторое время выходило в режиме прямого эфира. Так, среди тем программы были выборы в США, низкий прожиточный минимум, конфликт в Большом театре, поражения на Олимпиаде, отмена льгот, праздники и др. Изначально премьера передачи планировалась на понедельник, 6 сентября 2004 года, но в связи с терактом в Беслане, а также двухдневным трауром по жертвам, премьеру пришлось отложить на неделю вперёд. Поэтому премьера стартовала в понедельник, 13 сентября 2004 года. Выпуск «Пяти вечеров», посвящённый обсуждению телесериала «Московская сага» по одноимённой книге Василия Аксёнова, вместо Малахова вели Борис Берман и Ильдар Жандарёв.
В начале существования формата в пятничных выпусках ток-шоу зрители посредством телефонного голосования определяли главного героя и антигероя недели (или же главное событие недели), а в печатных программах передач после названия «Пять вечеров» указывался день недели («Понедельник», «Вторник», «Среда», «Четверг», «Сегодня пятница»). С 28 февраля 2005 года такие выпуски уже не практиковались, после чего наметилась тенденция перехода «Пяти вечеров» к обсуждению «жёлтых» и светских тем — в студии стали обсуждать девственность участницы реалити-шоу «Дом-2» Ольги Николаевой («Солнце»), беременность девочек среднего школьного возраста, рецепты вечной молодости. 27 июня 2005 года программа полностью поменяла формат и сменила заставку и музыку, которые с изменениями использовались до 2024 года, кроме музыки.
Программе постоянно меняли время выхода в эфир (так, изначально программа выходила в эфир днём в том же таймслоте, что и предшественник, затем она стала выходить вечером в двух частях, а ближе к концу существования — одним выпуском в 18:40). 29 июля 2005 года программа в последний раз вышла в эфир в этом формате. В течение августа вместо неё в сетке вещания показывались повторы российских сериалов, а также новое судебное телешоу «Федеральный судья».

### «Пусть говорят» (с 30 августа 2005)
В конце августа 2005 года, в связи с начавшимся переходом «Первого канала» на новую концепцию вещания, руководством канала было принято решение об изменении названия программы на «Пусть говорят». Принципиальным отличием от предшественников стала более мрачная и скандальная тематика программы. Ток-шоу «Пусть говорят» акцентируется больше на частных историях, зачастую связанных с жестокостью и скандалами. Например, темами программы могут быть сексуальные скандалы в простых семьях, связанные с несовершеннолетними, или тайны звёздных семей и их проблемы.
Тем не менее, некоторые выпуски носят развлекательный характер. Во время проведения Евровидения перед началом трансляции и сразу после окончания выходили спецвыпуски, целиком посвящённые событиям на конкурсе (кроме 2011 года). Также с 2006 года в прямом эфире выходят специальные выпуски «Пусть говорят», темами которых являются смерти известных людей или крупные национальные трагедии. Кроме того, в ночь с 4 на 5 июля 2007 года с 0:00 и до фактического окончания телевизионного дня канала в прямом эфире транслировался специальный выпуск «Пусть говорят» под названием «Ночной олимпийский канал», посвящённый выборам столицы Зимних олимпийских игр 2014 года. Похожие выпуски выходили и перед другими значимыми спортивными телетрансляциями, на которые канал делал большую ставку. С 2011 года с разной периодичностью стали выходить выпуски под названиями «Аффтар жжот» с участием героев видеороликов из интернета.
Периодичность выхода в эфир этой программы несколько раз менялась. Первое время программа «Пусть говорят» транслировалась всего 2 раза в неделю — по вторникам и средам в 19:50. В 2006 году количество выпусков в неделю было увеличено до 4, а сама программа стала выходить в 18:20 или 19:10. К концу 2000-х она снова стала выходить в 19:00. Пять раз в неделю в 19:50 или 20:00 программа стала выходить с 4 апреля 2011 года. С конца 2012 года программа снова выходит 4 раза в неделю с понедельника по четверг в 19:50.
В начале 2000-х—начале 2010-х годов редакция программы размещалась на 8-м этаже телецентра «Останкино», сейчас находится на 6-м этаже.
В 2014—2016 и с 2025 года данная версия программы уходит в отпуск. В 2014—2016 годах в летний период с середины июля по начало сентября выходили повторы самых рейтинговых выпусков программы за прошедший телесезон, а с 2025 года в летний период в тайм-слоте программы выходит ток-шоу «Большая игра». Летом 2006—2008, 2018 и 2022 годов транслировались только новые выпуски. В остальные годы (с 2009 по 2013 год включительно, в 2017 и с 2019 по 2021 год) в тот же период свежие выпуски выходили вперемешку с повторными. 
10 декабря 2010 года был показан выездной выпуск с Филиппом Киркоровым. Андрей Малахов в качестве интервьюера поехал в Израиль, в психиатрическую клинику, на беседу с певцом в период скандала с Мариной Яблоковой. Также выездными были выпуск от 2 января 2012 года, посвящённый отношениям Николая Баскова и Анастасии Волочковой, и выпуск от 21 сентября 2016 года, где Андрей Малахов брал интервью у Линдси Лохан.
С 28 мая 2012 по 30 мая 2013 года на телеканалах «Интер» и «Первый национальный» выходил украинский аналог «Пусть говорят» под названием «Про життя» (укр. «Про жизнь») с ведущим Андреем Пальчевским. Несколько первых выпусков совместно с Пальчевским провёл сам Малахов.
В феврале 2014 года практиковались выездные выпуски программы, выходившие из передвижной студии в Сочи под заголовком «Пусть говорят из Сочи». Выпуски были посвящены событиям, происходившим на Олимпийских играх с 7 по 23 февраля. Всего под данным заголовком телеканал выпустил и показал 7 спецвыпусков: «Церемония открытия игр» — до и после прямой трансляции, «Фигуристы: наше первое золото», «Хоккей: победный старт», «Евгений Плющенко: откровенно обо всём», «Сочи-2014: взлёты и падения», «Аделина Сотникова — новая легенда», «Церемония закрытия игр» — перед началом трансляции. Выпуски в дни открытия и закрытия Игр в паре с Малаховым также вёл ведущий выпуска «Новостей» Дмитрий Борисов, а ровно через год уже Малахов был соведущим Борисова в его «Вечерних новостях», где вспоминали сочинскую Олимпиаду.
С 22 мая 2017 года программа выходит в новой студии, находящейся по адресу — ул. Лизы Чайкиной, д. 1.

#### Уход Андрея Малахова и смена ведущего
31 июля 2017 года стало известно, что Андрей Малахов не вернётся на «Первый канал» в новом телесезоне. Он решил покинуть программу в связи с понизившимися рейтингами и внутренним конфликтом в команде ток-шоу. Среди других причин было также названо обстоятельство, что одновременно с возвращением на «Первый канал» продюсера Натальи Никоновой (в мае 2017 года) ток-шоу, прежде специализировавшееся преимущественно на социальных или житейских темах, стало теперь всё чаще обращать внимание на политику — в эфире прошли выпуски, где обсуждали фильм Оливера Стоуна «Интервью с Путиным» или убийство Дениса Вороненкова. По словам самого Малахова, «выстреливать и держать планку аудитории только на бытовых историях и драмах звёзд» сложно.
7 августа 2017 года издание «Elle» сообщило, что Малахов покидает программу из-за того, что он уходит в «декретный отпуск», так как по информации издания, жена Малахова — бренд-директор «Elle» Наталья Шкулёва — беременна. Этим же днём агентство «Россия сегодня» сообщило, что Андрей Малахов написал заявление об увольнении с «Первого канала», и в этот же день вышел последний выпуск программы с его участием.
11 августа 2017 года была отснята программа, посвящённая возможному уходу Малахова, под названием «Главная интрига лета», её ведущим стал Дмитрий Борисов, известный по ведению новостных программ на телеканале. Выпуск вышел в эфир 14 августа, впоследствии Борисов стал ведущим и дальнейших программ. Спустя год Малахов заявлял, что причиной его ухода с «Первого канала» являлось не менявшееся с годами отношение к нему руководства телеканала, что сам телеведущий со временем перестал терпеть.
На роль нового ведущего «Пусть говорят» претендовал также красноярский телеведущий Александр Смол, получивший свою широкую известность в России в июле 2017 года после выхода одного из выпусков программы «Новое утро» на местном телеканале ТВК, в котором он иронично рассказал о том, как депутаты местного законодательного собрания единогласно подписали документы о повышении зарплаты самим себе до почти 200 тысяч рублей, а видеозапись эфира стала вирусной в Интернете. Впоследствии в июле 2018 года Александр Смол стал ведущим шоу «Видели видео?», в котором обсуждаются популярные видеоролики из Рунета, а в марте 2022 стал ведущим ток-шоу «АнтиФейк», в котором разоблачаются «недостоверные новости» о ситуации в Украине после начала российского вторжения на её территорию.
Ряд СМИ обратили внимание на рост внимания обновлённой программы к политическим темам (уже в первых выпусках героями для обсуждения стали Михаил Саакашвили, Мария Максакова и Ирина Бережная). Также программа практически полностью сосредоточилась на освещении скандальных тем вокруг известных людей и их родственников, таких как Армен Джигарханян, Борис Химичев, Александр Серов, Спартак Мишулин и других.
Несмотря на то, что Андрей Малахов покинул «Первый канал», в декабре 2017-январе 2018 годов транслировались повторы выпусков программы (выпуск к 85-летию Леонида Броневого, вышедший в 2013 году, показанный в память о нём в день его смерти, а также выпуски «Аффтар жжот») с его участием в качестве ведущего. Помимо этого, периодически до сих пор идут повторы программы «Сегодня вечером» тоже с его участием как ведущего (чаще всего — к юбилеям артистов, участвовавших в той программе, реже — в случае их смерти)
В июле 2018 года в интервью газете «Московский комсомолец» Малахов заявил, что некие пиар-агентства занимались очернением его имени во время перехода с «Первого канала» на «Россию-1», распространяя слухи о том, что причиной увольнения телеведущего стало желание уйти в декретный отпуск, в то время как на самом деле об этом сообщили журналы «StarHit», главным редактором которого являлся Малахов, и «ELLE», где работает его жена; впоследствии данный фрагмент был удалён из версии интервью на официальном сайте «Московского комсомольца».
Выпуск от 18 марта 2019 года под названием «Сердце звезды: счастье и трагедия Юлии Началовой» занял 10-е место среди телепрограмм, собравших наибольшую аудиторию в 2019 году в России (по данным ежегодного отчёта АО «Медиаскоп»).
С 23 марта 2020 по 29 декабря 2022 года, в связи с решением руководства «Первого канала», вызванным пандемией коронавируса, программа выходила в эфир без участия зрителей в студии (за исключением трёх заранее записанных программ, показанных 24, 26 марта и 22 апреля 2020 года). С этого же дня многие выпуски были посвящены обсуждению вирусного заболевания, многие из них могли выходить в эфир с расширенным хронометражем.
С конца февраля по середину мая 2022 года передача не выходила ввиду происходящих событий на территории Украины и перевёрстывания сетки «Первого канала» под политическое вещание. Съёмки были возобновлены 26 апреля. С 21 мая по 13 августа 2022 года ток-шоу выходило во временном еженедельном режиме по субботам в прайм-тайм в 19:30 с хронометражем в полтора часа, по аналогии с программой «На самом деле», идущей перед ней. После ещё одного перерыва показ ток-шоу возобновился 6 декабря в прежней периодичности (с понедельника по четверг перед программой «Время») и прежнем хронометраже (чуть более часа с рекламой), при этом программа порой вылетала из сетки вещания и на её место возвращался выходивший в то же время раньше дополнительный выпуск программы «Большая игра».
В начале 2023 года показ ток-шоу снова был приостановлен. В его место в сетке уже на постоянной основе вернулось ток-шоу «Большая игра». Затем, с 27 марта 2023 по 27 июня 2024 года в тайм-слоте программы выходило общественно-политическое ток-шоу «Куклы наследника Тутти» с Марией Бутиной. Чуть позже появились слухи, что шоу якобы не вернётся в эфир, несмотря на многочисленные слухи о его дальнейшей судьбе. При этом не исключались периодические выходы в виде специальных выпусков.
В феврале 2024 года, несмотря на слухи о закрытии программы, было объявлено о её возвращении в эфир. Первыми гостями программы после длительного перерыва должны были стать Анастасия Волочкова, Дана Борисова и семья Алибасовых. 26 февраля программа вернулась в эфир, но в виде специальных выпусков и обсуждений предсказаний Ванги. Так это продолжалось до 29 февраля. Уже с 4 марта программа снова была снята с эфира по неизвестным причинам и опять заменена общественно-политическим ток-шоу «Куклы наследника Тутти».
1 июля 2024 года программа «Куклы наследника Тутти» была закрыта и убрана из сетки вещания. Вместо неё ненадолго был возобновлён показ сериалов перед программой «Время». В сентябре стало известно об окончательном возвращении «Пусть говорят» в обновлённой версии и новой студии. Съёмки начались 29 октября. Программа возобновила выход в эфир с 11 ноября в 19:50.

### Стилистика
«Пусть говорят» — далеко не первая программа-клон развлекательного американского телешоу для домохозяек «Шоу Джерри Спрингера». К примеру, параллельно с «Большой стиркой» на ТНТ (ранее — на СТС) выходило подобное телешоу — «Окна» с ведущим Дмитрием Нагиевым. Стиль заставки программы перекликается со стилем американской концептуальной художницы Барбары Крюгер. «Всеобщие» восторг и негодование зрителей снимаются отдельно, уже по окончании передачи.

## Резонансные эпизоды
- 24 марта 2011 года в эфире программы «Пусть говорят» был затронут конфликт между администрацией интерната для детей-инвалидов и волонтёрскими организациями. После выпуска правозащитники, выступавшие в программе на стороне детей, направили открытое письмо Константину Эрнсту с протестом в адрес Андрея Малахова. Малахов был обвинён в попытке создать себе пиар и больше заработать на детской проблеме. Под письмом подписались известные педагоги[117]. Цитата из письма:

Андрей Малахов настойчиво игнорировал любые попытки говорить о положении детей, живущих в интернатах, о причинах того, что дети, живущие в групповой системе ухода, отстают в развитии и физических показателях, чаще умирают. При этом он активно поддерживал стычки с взаимными оскорблениями и переходом на личности между представителями интерната и волонтёрами.
- 12 и 13 сентября 2012 года была показана программа, героем которой стал известный поэт-песенник Илья Резник. Он не смог прийти на передачу, но Малахов пообещал ему, что всё пройдёт спокойно. В программе Резника неоднократно обвиняли в плохих поступках, зачастую — бездоказательно. В результате после просмотра программы у Резника случился сердечный приступ[118]. Малахов безосновательно обвинил его в симуляции[119]. Адвокат поэта заявил о том, что против программы будет подан судебный иск[120].
- Во время выпуска от 21 апреля 2011 года писатель Михаил Веллер демонстративно покинул студию программы, где находился в качестве гостя, в знак протеста против пошлости обсуждаемой темы[121].
- После серии выпусков в январе-марте 2017 года, посвящённых изнасилованию Дианы Шурыгиной, в адрес руководства передачи посыпался шквал негативных претензий из-за неприемлемости обсуждения темы изнасилования несовершеннолетней в телевизионном эфире. В итоге Роскомнадзор принял решение применить меры административного воздействия на руководство передачи из-за нарушения требований Федерального закона «О защите детей от информации, причиняющей вред их здоровью и развитию»[122].
- 26 апреля 2017 года в «Пусть говорят» появилась мама телеведущей Даны Борисовой, заявившая о том, что её дочь — наркоманка[123]. Программа была записана за несколько дней до эфира — в тот же вечер Андрей Малахов и ещё несколько участников передачи отправились к девушке домой, чтобы организовать госпитализацию Даны в наркологическую клинику[124]. Как заявил председатель правления Национального антинаркотического союза (НАС) Никита Лушников, эти действия спасли жизнь телеведущей. Тема получила широкий резонанс в СМИ и социальных сетях[125]. 2 мая того же года вышел ещё один выпуск шоу о Дане Борисовой. В программу вошло несколько записей, сделанных в клинике, косвенно подтверждающих, что телеведущая идёт на поправку.
- В эфире 21 августа 2017 года из студии программы был изгнан её гость, украинский политолог Дмитрий Суворов. Темой эфира была гибель в автокатастрофе бывшего украинского депутата от «Партии регионов» Ирины Бережной. По ходу передачи гость с Украины сказал: «Моторола, Гиви, Бережная, Калашников, Чечетов, и так далее… Просто Бог забирает людей, которые желают зла Украине». После этого присутствовавшая в студии однопартийка покойной Елена Бондаренко назвала его «дерьмоедом», а Борисов попросил Суворова покинуть студию из-за «неуважения»[126].

### Цензура
- В мае 2002 года во время трансляции Евровидения в рамках «Большой стирки» журналист Отар Кушанашвили нецензурно выругался в прямом эфире и после этого был надолго лишён права появляться на телевидении[127].
- 14 декабря 2005 года в выпуске программы «Астральные жёны» произошёл спор между экстрасенсом Анатолием Кашпировским и санкт-петербургским сексологом Игорем Князькиным, переросший в серьёзную потасовку. Эфир той программы были вынуждены прервать[128].
- Балерина Анастасия Волочкова обвинила замглавы администрации президента России Владислава Суркова в том, что под его давлением программа «Пусть говорят» с её участием была снята с эфира в городах Западной Сибири и западнее[129]. Но тем не менее, 20 апреля 2011 года выпуск программы «Пусть говорят» с Анастасией Волочковой был показан[130].
- 19 марта 2013 года — произошла кровопролитная драка между простыми гостями. Когда Александра Тремясова узнала, что беременна, её любимый служил в армии. Молодые люди писали друг другу письма и мечтали пожениться. Но когда братья-близнецы появились на свет, Филипп Павлов решил от детей отказаться. Молодой человек подумал, что дети не от него. Александра Тремясова назвала виновницей разлуки родную мать Филиппа, которая считала, что пока сын служил родине, Александра детей нагуляла. Родной брат Александры Тремясовой, придя в студию, набросился на Филиппа и избил его до крови. После выхода этого выпуска в эфир на руководство Первого канала посыпался шквал негативных претензий от телезрителей.
- После своего ухода с проекта Андрей Малахов сообщал о наличии запретных тем (вроде дела Дмитрия Захарченко или истории Марии Максаковой[131]).

## Критика

### Период Малахова
Журналист радиостанции «Свобода» Елена Рыковцева так отзывалась об Андрее Малахове:
…на прошедшей [в 2005 году] церемонии ТЭФИ Андрей Малахов получил этот приз признания Академии. Получил за своё шоу «Пять вечеров» — милое, взвешенное, и даже становящееся серьёзным шоу, получил заслуженно. <...> Сегодня, однако, Малахов и у широкой публики, и у телевизионных критиков ассоциируется в первую голову с передачей «Пусть говорят». Она попирает любые, самые рудиментарные представления о морали. Так что вручение «ТЭФИ» Малахову невольно воспринимается как признание пошлости.
Аналогичное мнение высказывалось и на страницах газеты «Известия» от 21 ноября 2005 года.
Программу раскритиковал актёр Алексей Серебряков:
Эта передача наиболее ярко демонстрирует нам, что, оказывается, выставление на продажу чужой боли, слёз, беды, копание в грязном белье на виду у всей страны без всякого на то морального права сегодня называется простым словом «формат». А точнее, формат, который приносит хорошие деньги. Степень цинизма просто в голове не укладывается <…>А что вы хотите?! Конечно, это будет востребовано! Туалетная бумага, например, всегда будет пользоваться бо́льшим спросом, чем рукописи Достоевского! И бестолковые реалити-шоу, в которых участники бесконечно выясняют отношения и спят со всеми подряд, априори будут иметь более высокий рейтинг, чем фильм Тарковского.
Журналист Игорь Яковенко в 2013 году оставил следующий отзыв о программе «Пусть говорят»:
...«Пусть говорят» вот уже 12 лет является одним из главных генераторов пошлости в стране. Всё самое подлое и низкое, что есть в людях, все мыслимые и немыслимые пороки целых 12 лет получали в программе Малахова статус официально закреплённой нормы.

### Период Борисова
Телекритик «Новой газеты» Слава Тарощина сравнила «Пусть говорят» с другим ток-шоу «Первого канала» «На самом деле», отметив, что ведущие обоих проектов Дмитрий Борисов и Дмитрий Шепелев ранее отличались от коллег «интеллигентностью облика и корректностью интонации», нехарактерными для таблоидных форматов:
Копошатся в исподнем, лезут в постель, в печёнку и селезёнку, исследуют ДНК, разоблачают всё сущее и видимое. <…> От того, что интеллигентность облика и корректность интонаций сохранилась в их новом амплуа, ощущение мерзости происходящего значительно превышает все известные образцы. <…> Никогда ещё процесс унижения и развращения людей санкционированной вседозволенностью, хоть пропагандистской, хоть нравственной, не был столь наглядным.
В 2017 году украинские журналисты Дмитрий Гордон и Алеся Бацман обвиняли программы «Прямой эфир» с Борисом Корчевниковым и «Пусть говорят» с Дмитрием Борисовым в нарушении авторских прав, а именно — в незаконном использовании сделанных ими интервью без указания первоисточника (в качестве примеров приводились эфиры, посвящённые Нонне Мордюковой, Михаилу Светину, Татьяне Овсиенко и Марии Максаковой).
Тележурналист Владимир Кара-Мурза-старший выступил с резкой критикой выпусков программы, которые были посвящены конфликту между Арменом Джигарханяном и его экс-супругой Виталиной Цымбалюк-Романовской:
Тема разборок вокруг Джигарханяна не сходит с экранов. <...> В один вечер и у Борисова, и у Малахова вышли программы, посвященные этому громкому скандалу. Чтобы создать интригу, первый занял сторону Армена Борисовича, второй – его бывшей супруги Цымбалюк-Романовской. И вот топчут друг друга, постоянно выдумывают какие-то «сенсационные» подробности, чтобы подогреть интерес. Этот сериал затеяли надолго. Малахова и Борисова мало волнует сам Джигарханян. Для телевидения вся эта скандальная история – золотая жила, сумасшедший рейтинг, рекламные деньги.
Ирина Петровская охарактеризовала манеру поведения Борисова в эфире, посвящённом пожару в кемеровском торговом центре, как «психическую анестезию» или «скорбное бесчувствие», отметив равнодушие ведущего к трагедии в сочетании с желанием «выжать» максимальное количество эмоций из участников программы. Обозреватель газеты «Собеседник» Ольга Сабурова также раскритиковала Дмитрия Борисова за его поведение во время траурных эфиров программы по Кемерову: «Малахова кто только не ругал, но он умел, когда надо, включить человечность и сделать скорбное лицо, так что многие верили в искренность. А у Борисова задор и восторженность не сходят с лица, даже когда он говорит о трупах».

## Специальные выпуски
- В ночь с 4 на 5 июля 2007 года с 00:00 и до фактического окончания телевизионного дня канала в эфире транслировался специальный выпуск «Пусть говорят» под названием «Ночной олимпийский канал», посвящённый выборам столицы Зимних олимпийских игр 2014 года[141][142].
- Выездной выпуск с Филиппом Киркоровым. В декабре 2010 года Андрей Малахов в качестве интервьюера поехал в Израиль, в психиатрическую клинику, чтобы поговорить с певцом в период скандала с Мариной Яблоковой[143].
- 1 апреля 2011 года вышел первоапрельский выпуск «Пусть говорят». В нём за ведущего хотели выдать Гарика Харламова, а Малахова за гостя. Выпуск был посвящён мемам и назывался «Аффтар жжот». Гостями программы были популярные персонажи сети (Максим Голополосов, Валентин Стрыкало и т. д.), а также Александр Ревва и Борис Грачевский. В качестве других «приглашённых звёзд» выступали артисты «Большой разницы». Выпуск был одним из самых длинных (длился 80 минут). Выпуски под названиями «Аффтар жжот» вышли также 23 декабря 2011 года, 1 апреля и 18 июля 2012 года (повтор от 1 апреля 2011), 11 августа 2012 года (повтор всех трёх вышедших в эфир выпусков с таким подзаголовком), 10 июля 2013, 10 декабря 2014, 1 апреля, 2 июня, 1 октября, 9 и 23 декабря 2015, 29 марта, 8 и 29 июня, 19 сентября 2016, 25 января и 14 декабря 2017 года (уже с Дмитрием Борисовым в повторе его 3 января и 30 апреля 2018 года), а также 1 апреля 2017 года «Аффтар жжот» выходил в рамках программы «Сегодня вечером»
- 15 июля 2011 года состоялся спецвыпуск программы, посвящённый её 10-летнему юбилею.
- 7 марта 2012 года и 21 февраля 2013 года выходили выпуски с видеопоздравлениями от зрителей.
- 7 мая 2013 года вышел праздничный выпуск программы, посвящённый Дню победы. В этом выпуске принимались видеопоздравления для ветеранов.
- В феврале 2014 года — практиковались выездные выпуски программы, выходившие из передвижной студии в Сочи под заголовком «Пусть говорят из Сочи». Выпуски были посвящены событиям, происходившим на Олимпийских играх с 7 по 23 февраля. Всего под данным заголовком телеканал выпустил и показал 7 спецвыпусков: «Церемония открытия игр» — до и после прямой трансляции, «Фигуристы: наше первое золото», «Хоккей: победный старт», «Евгений Плющенко: откровенно обо всём», «Сочи-2014: взлёты и падения», «Аделина Сотникова — новая легенда», «Церемония закрытия игр» — перед началом трансляции. Выпуски в дни открытия и закрытия Игр в паре с Малаховым также вёл ведущий «Новостей» Дмитрий Борисов, а ровно через год уже Малахов был соведущим Борисова в его «Вечерних новостях», где вспоминали Сочинскую Олимпиаду.
- 9 сентября 2014 года был показан выпуск «Эстафета добра», посвящённый 31-й годовщине истории несчастного случая и спасения девочки Расы Прасцевичюте из литовского колхоза «Вадактай»[144].
- Также с 2006 года выходят специальные выпуски, темами которых являются смерти известных людей или крупные национальные трагедии.

## Пародии
- 1 января, 25 октября 2009, 19 сентября 2010 и 16 октября 2011 гг. программа «Пусть говорят» на Первом канале была спародирована в пародийном шоу «Большая разница».
- 17 марта 2012 года в телепередаче «Yesterday Live» на Первом канале была пародия на заставку этой телепередачи, где звучала начальная песня с придуманными к ней словами.
- В апреле 2017 года в шоу «Comedy Club» на ТНТ вышла пародия на выпуск, посвящённый делу Дианы Шурыгиной: программа называлась «Муть говорят», роль Малахова исполнил Гарик Харламов, а в образе жертвы изнасилования выступал Тимур Батрутдинов[145].

## Награды
- В октябре 2017 года программа получила премию ТЭФИ в номинации «Развлекательное ток-шоу прайм-тайма»[146].